# Mária Bartalos

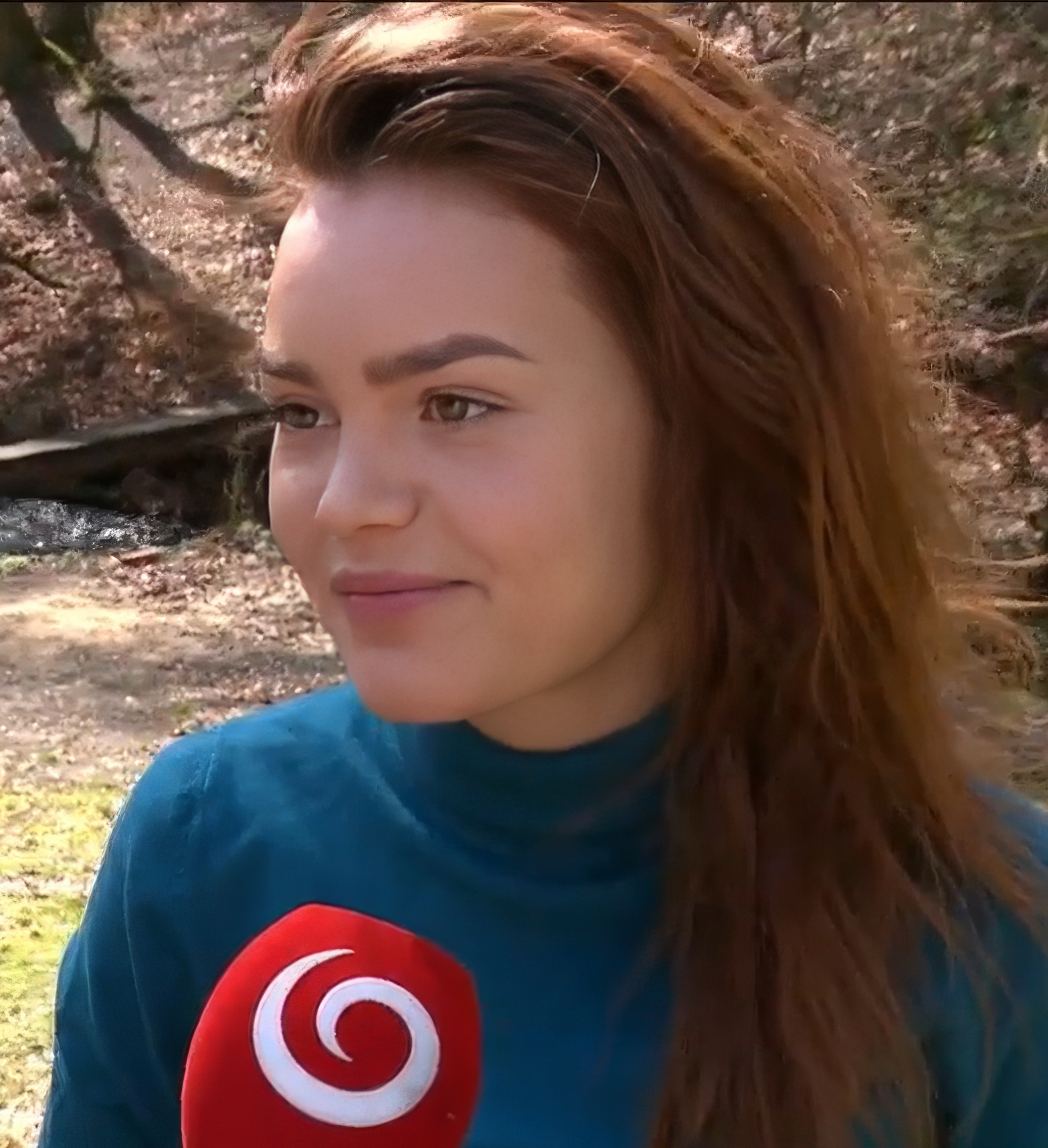
Mária Bartalos (2019)

Mária „Mary“ Bartalos, geborene Mária Havranová (* 22. Juni 1994 in Čajkov), ist eine slowakische Schauspielerin, welche sowohl in Filmen als auch auf Theaterbühnen mitwirkt.

## Leben
Bereits in ihrer Jugend war Mária Bartalos vor der Kamera aktiv und wirkte in Episodenauftritten den slowakischen Serienproduktionen Panelák und Aféry mit. Am Súkromného konzervatória v Nitre, einen privaten Konservatorium in der slowakischen Stadt Nitra, studierte sie Musik und Schauspiel. Später absolvierte sie erfolgreich ein Studium an der Hochschule für Musische Künste Bratislava (VŠMU). In ihren Heimatland erlange sie Bekanntheit durch das Mitwirken in der Dramedy-Fernsehserie Oteckovia und in der Kriminal-Filmserie Inspektor Max. Zudem wirkte sie auch in dem tschechischen Film Na střeše von Jiří Mádl mit und spielte dabei die Rolle der Nachbarin Emma. Der Film wurde sowohl auf dem Internationalen Filmfestival Mannheim-Heidelberg als auch auf dem Pune International Film Festival gezeigt. Neben ihrer Tätigkeit als Filmschauspielerin war Mária Bartalos auch als Theaterschauspielerin aktiv.
Ab 2017 war sie am Radošinské naivné divadlo in Bratislava aktiv. Zudem hatte sie auch Auftritte im Slowakischen Nationaltheater. Mária Bartalos ist Mutter von zwei Söhnen. Während ihrer zweiten Schwangerschaft entschied sie sich aus dem Schauspielgeschäft zurückzuziehen und beendete sowohl ihr Theaterengagement als auch ihr Mitwirken an der Fernsehserie Oteckovia. Im Jahr 2022 kehrte sie für einen Episodenauftritt in der Kriminalserie Výnimočná Nikol zurück in das Schauspielgeschäft.